# روبرت إدوارد بيل
روبرت إدوارد بيل هو عالم نووي وفيزيائي كندي، ولد في 29 نوفمبر 1918 في نيو مالدن ‏ في المملكة المتحدة، وتوفي في 1 أبريل 1992 في فانكوفر في كندا.